# .free
پسوند ‎.free‏ یک دامنه سطح‌بالای خصوصی در سامانهٔ نام دامنه اینترنت است. این یک دامنه حمایتی سطح‌بالا برای دامنه سطح بالا رایگان در نظر گرفته شده‌است.
به گزارش گروه دات فری، هر شخص اجازه دارد تا دامنه ‎.free‏ را برای خود به ثبت برساند.
بخشی از استدلال ارائه شده توسط پیشنهاد دهندگان این طرح به شرح زیر است:
«ابتکار دامنه سطح بالای ‎.free‏ مورد حمایت تعداد زیادی از شرکت‌ها و اشخاص قرار گرفت. ‎.free‏ این اولین دامنه سطح بالای ۱۰۰٪ رایگان است. ‎.free‏ این امکان را به تمام مردم جهان می‌دهد تا شانس داشتن یک دامنه سطح بالا رایگان را داشته باشند و به شرکت‌ها نیز این شانس را می‌دهد تا بازار محصولات خود را بر روی دامنه ‎.free‏ بگسترانند.»